# Las tumbas de Atuan
Las tumbas de Atuan (en inglés: The Tombs of Atuan) es una novela del género fantástico de la escritora estadounidense Ursula K. Le Guin, publicada por Atheneum Books en 1971. Es el segundo libro de la saga iniciada con Un mago de Terramar (1968). Ganó la medalla Newbery en 1972.
Situada en el mundo ficcional de Terramar, Las tumbas de Atuan cuenta la historia de Tenar, una joven del Imperio kargo, que desde niña fue la sacerdotisa de los Sin Nombre, en el lugar que da título a la novela. Su vida en las Tumbas es solitaria, y además el hecho de ser la sacerdotisa de mayor rango la aísla de las demás mujeres. Su mundo se ve alterado con la llegada de Ged, el protagonista de Un mago de Terramar, quien quiere robar la mitad de un talismán enterrado en el tesoro de las Tumbas. Tenar lo encierra en el laberinto debajo de este sitio, pero se rebela contra las enseñanzas que recibió y lo mantiene con vida. Por él se entera cosas del mundo exterior y comienza a cuestionar su fe en los Sin Nombre y su rol social.
Al igual que su antecesora, esta obra es un bildungsroman o novela de aprendizaje, que explora el crecimiento e identidad de Tenar. Así como Un mago de Terramar muestra la maduración de un muchacho con poderes extraordinarios, Las tumbas de Atuan es el relato del momento en que una sacerdotisa, Arha, debe convertirse en mujer, tomando sus propias decisiones, y abandonando aquello que no ha elegido, y ciertamente no quiere para sí. Su proceso de maduración está ligado a los cuestionamientos sobre su fe en los Sin Nombre. Las tumbas de Atuan también trata los temas del género y el poder, en el ambiente de un culto de sacerdotisas al servicio de una sociedad patriarcal, a la vez que presenta una mirada antropológica de la cultura karga. Tenar, quien sería la protagonista de la cuarta novela de la saga, Tehanu (1990), está considerada un personaje más revolucionario que Ged o Arren, quien protagoniza La costa más lejana (1972), la tercera obra de Terramar. Mientras que los dos hombres toman roles aceptados para su sociedad, Tenar se rebela contra los límites del lugar que ocupa. Las tumbas de Atuan comparte los elementos épicos del viaje heroico con otras novelas de Terramar, pero subvierte algunos tópicos del género fantástico de ese entonces, ya que presenta una protagonista mujer, y un personaje de piel oscura.
Las tumbas de Atuan fue bien recibida cuando se publicó y la crítica hizo comentarios positivos acerca del personaje de Tenar, del estilo de Le Guin y de su retrato «sensible» de las diferencias culturales entre el pueblo kargo y el resto de Terramar. La historia recibió elogios por su exploración de temas religiosos y preguntas éticas. El tratamiento del género recibió opiniones negativas de varios académicos, que afirmaron que había creado una protagonista mujer, pero dentro de un marco dominado por los varones. Sin embargo, los especialistas y los comentaristas la consideraron «bellamente escrita» y también una «exploración significativa de la feminidad».

## Contexto

Ursula K. Le Guin decidió escribir una secuela de Un mago de Terramar para cerrar los cabos sueltos que tenía la novela.

Los primeros bocetos para la ambientación de Terramar se encuentran en dos cuentos de Le Guin, «El poder de los nombres» («The Rule of Names», 1964) y «La palabra que desliga» («The Word of Unbinding», 1964), publicadas en la revista Fantastic y luego presentes en la compilación Las doce moradas del viento (1975). Este universo narrativo también fue la ambientación de un cuento que Le Guin escribió en 1965 o en 1966, que nunca publicó. En 1967, Herman Schein (editor de Parnassus y marido de Ruth Robbins, ilustradora de Un mago de Terramar) le pidió a Le Guin que intentara escribir un libro para «niños más mayores», lo que le dio completa libertad para el tratamiento de los temas fantásticos. La escritora no tenía experiencia previa con el género de la literatura para jóvenes, que estaba de moda a fines de la década de 1960. A partir de sus cuentos, comenzó a trabajar en Un mago de Terramar. Afirmó que su libro fue en parte una respuesta a la imagen estereotipada de los magos ancianos y sabios, y un intento de responderse cómo llegaron a ser así. Más tarde, también mencionó que eligió el género fantástico como medio y el tema de la historia de aprendizaje para dirigirse a un público adolescente.
Los cuentos, publicados en 1964, presentaron el mundo de Terramar y sus conceptos más importantes, como el tratamiento de la magia que hace Le Guin. «El poder de los nombres» también mostró por primera vez a Yevaud, un dragón que tiene una breve aparición en Un mago de Terramar. La representación de Terramar recibió influencias de las leyendas nativas americanas y de la mitología nórdica. Su conocimiento sobre mitos y leyendas, al igual que su interés por la antropología, le permitieron crear «culturas enteras» para las islas de Terramar, según la académica Donna White. La influencia de la cultura nórdica en particular se puede apreciar en los kargos, que son rubios y de ojos celestes, y que adoran dos dioses que son hermanos. La influencia de la filosofía taoísta se ve en la idea del equilibrio cósmico en el universo de Terramar.
Originalmente, Le Guin había pretendido que Un mago de Terramar fuera una novela independiente, pero escribió La tumbas de Atuan luego de considerar los cabos sueltos que habían quedado en la primera obra, y más tarde creó el tercer libro, La costa más lejana, luego de haberlo pensado más. Los académicos afirman que el movimiento por los derechos civiles y la oposición a la guerra de Vietnam, que estaba cobrando importancia en ese momento, afectaron sutilmente la estructura del libro. Si bien no es una novela «centralmente feminista», la decisión de incluir una protagonista femenina fue considerada un gesto de apoyo hacia el movimiento por los derechos de la mujer; además, las inquietudes de Tenar sobre su fe también se han comparado con las de aquellos individuos que comenzaron a protestar contra la discriminación y la guerra.

## Ambientación
Terramar es un archipiélago, un conjunto de islas a las cuales el dios o héroe Segoy levantó desde el océano. El mundo está habitado por dragones y humanos, y muchos de ellos son hechiceros o magos. Le Guin estaba muy interesada en el taoísmo; a causa de ello, su mundo posee un equilibrio muy delicado, que la mayoría de sus habitantes conoce, pero que suele romperse en la trilogía original de la saga. En las sociedades de Terramar, la magia es una fuerza que puede usarse tanto para el bien como para el mal. Las culturas de Terramar son preindustriales y conviven en el archipiélago. La mayoría de los personajes son del pueblo hárdico, que tiene piel oscura y que habita la mayoría de las islas. Algunas al este son habitadas por los kargos, que tienen la piel blanca y que ven a los hárdicos como brujos malvados. Los kargos, por otra parte, son percibidos por los hárdicos como bárbaros. En las regiones más al oeste del archipiélago viven los dragones. Este universo no permaneció idéntico en las obras de la autora, sino que fue sufriendo modificaciones y ajustes.
Los kargos poseen una cultura y una geografía diferentes. Por ejemplo, ellos no tienen escritura, ya que la consideran una práctica maligna. Los académicos han descrito a este pueblo como una analogía con los Estados Unidos: entre las similitudes, se cuentan una religión organizada y un sistema de clases. Esta sociedad no cree en el equilibrio, a diferencia del resto del archipiélago, y tampoco en la magia. El Imperio kargo es una teocracia; su monarca, el Dios-Rey, afirma representar el poder de los Sin Nombre, descritos como «los poderes de la oscuridad, de la ruina, de la locura». También es descrita como una cultura militarizada y patriarcal. La autora mencionó que, aunque el Dios-Rey se apoya en los Sin Nombre y su sacerdotisa única para conservar su autoridad, en realidad no cree en ellos.

## Argumento
El libro cuenta la historia de una niña llamada Tenar, originaria de la isla karga de Atuan. Como nació el mismo día que la sacerdotisa única de las Tumbas de Atuan murió, se considera que es su reencarnación. Por eso, dos sacerdotisas, Thar y Kossil, la apartan de su familia cuando tiene cinco años y se la llevan a las Tumbas. Allí, en una ceremonia, le quitan su nombre y a partir de ese momento, la llaman Arha, que significa «la devorada», y la consagran al servicio de los Sin Nombre a los seis años, con un sacrificio simbólico. A partir de allí, se muda a una pequeña cabaña y recibe a un sirviente eunuco, Manan, con quien tiene una relación de afecto.
La infancia y la juventud de Tenar son solitarias; sus únicos amigos son Manan y Penta, una sacerdotisa de su edad. Thar y Kossil le enseñan sus deberes. Thar le habla sobre las catacumbas y el laberinto debajo de las Tumbas, además de enseñarle cómo guiarse en ellas. También le menciona el tesoro escondido dentro del laberinto, que algunos magos del archipiélago intentaron robar. Cuando Arha le pregunta acerca de ellos, la sacerdotisa le responde que son hechiceros ladrones que pueden hacer magia. A los catorce, Arha asume todas las responsabilidades propias de su cargo como la sacerdotisa de mayor posición en las Tumbas. En un pasaje del libro, debe ordenar la muerte de unos prisioneros enviados a las Tumbas por orden del Dios-Rey de las islas kargas; los hace morir de hambre, un acto que la persigue por un largo tiempo. Una vez que Thar fallece a causa de su edad, Arha se siente más sola; aunque dura, ella había sido justa con la niña. Kossil desprecia a Arha y considera que los Sin Nombre son una amenaza para su poder.
La rutina de Arha se ve interrumpida por su descubrimiento del mago Ged, el protagonista de Un mago de Terramar, en las catacumbas. Ella lo encierra en el laberinto cerrando una de las puertas, y por una mirilla espía sus intentos sin éxito de abrirla con un hechizo. Atrapado, Ged acaba inconsciente por el agotamiento y Arha lo encadena mientras decide qué hacer con él. Luego de interrogarlo, descubre que vino a las Tumbas buscando la mitad del anillo de Erreth-Akbé, perdido hace mucho tiempo, un talismán mágico quebrado, necesario para la paz en Terramar. La otra mitad del amuleto había llegado a sus manos por pura casualidad, y un dragón le reveló lo que era. Arha se siente atraída por él cuando le cuenta sobre el mundo, y por eso lo deja prisionero en las tumbas y le lleva agua y comida. Sin embargo, Kossil descubre la existencia de Ged, lo que obliga a Arha a prometer que el hechicero será sacrificado a los Sin Nombres. De todos modos, ella se da cuenta de que no puede hacerlo, así que le pide a Manan que cave una falsa tumba en las catacumbas, mientras ella lleva a Ged a esconderse en los tesoros de las Tumbas.
Arha y Kosill tienen una pelea pública, en la que esta última afirma que ya nadie cree en los Sin Nombre. A modo de respuesta, la niña la maldice en nombre de sus dioses. Cuando toma consciencia de que Kossil ahora querrá asesinarla, se dirige al laberinto y la ve cavando en la falsa tumba. Para evadirla, va a la sala del tesoro y le cuenta todo a Ged, que había encontrado la otra mitad del amuleto de Erreth-Akbé. Le dice a Arha que tiene que decidir si matarlo o escapar con él y que los Sin Nombre demandan su servicio, pero que no le dan nada ni crean nada a cambio. Le dice su verdadero nombre, Ged, como respuesta a la confianza que ella le demostró. Escapan juntos, aunque Manan, que había ido a buscar a Arha, se cae en un pozo en el laberinto y muere intentando atacar al mago. Las tumbas se desmoronan y el hechicero las sostiene hasta que logran escapar. Arha comienza a hacerse llamar Tenar, y ambos se dirigen a la costa, donde el mago tiene su barca, Miralejos, escondida. Mientras esperan la marea, ella siente deseos de matar a Ged por arruinar su vida, pero se da cuenta al mirarlo que ya no tiene ira en su interior. Los dos se dirigen a Havnor, donde los espera un recibimiento triunfal.

## Protagonistas

### Tenar
Tenar es la protagonista del libro y es desde cuya perspectiva está narrada la novela. Nació en la isla karga de Atuan antes de ser elegida para el servicio de los Sin Nombre como su sacerdotisa única. Se le dicho que es «la sin nombre, la Sacerdotisa Siempre Renacida» y que ha vivido en las tumbas desde tiempos inmemoriales; si bien cree en esto, a medida que avanza la trama comienza a cuestionar estas ideas. En gran parte del libro se la conoce como Arha o La Devorada, su identidad como individuo se desdibuja gradualmente.  Aunque se la representa como una persona de fuerza e imaginación, su desarrollo se ve interrumpido por las sacerdotisas: sus sentimientos se reprimen y su mente no tiene otro lugar para explorar que el laberinto. Luego de atrapar a Ged, ella puede escuchar historias sobre el resto de Terramar y desea una vida lejos de la desolación de las tumbas. Al desear huir, el mago le dice su nombre y grita: «He recuperado mi nombre, ¡soy Tenar!». Tehanu, la cuarta novela del ciclo, está narrada desde su punto de vista; muestra su vida en Gont y su reencuentro y posterior relación con Ged. También aparece nuevamente en En el otro viento, el sexto libro de la saga. Tenar es equivalente a Ged en Las tumbas de Atuan: los dos suman sus fuerzas para crear una combinación poderosa. Tenar es parte de muchas parejas de personajes que se desarrollan juntas: tanto Ged en esta obra, como Tehanu, en la novela homónima, están ligados a ella. De hecho, como Tenar cuida de Tehanu, una niña que ha sufrido ultrajes, se interpreta que en el cuarto libro de la saga, la mujer alcanzó su maduración completa, más allá del final de la segunda obra de la saga.
Paula Rivera Donoso divide la maduración de Tenar en tres etapas distintas. En la primera de ellas, «la mujer dormida», Tenar se llama Arha y está consagrada al servicio de sus dioses; en terminología de cuento de hadas, sería como una etapa de sueño, de inconsciencia; sin embargo, como el lector llega a conocer la interioridad del personaje en esta etapa, el despertar de la protagonista no se adjudica únicamente a la presencia del personaje masculino. En esta etapa, Arha explora el laberinto, que está conectado tanto con la vida y la vulva como con la muerte, a la vez que se asocia con la exploración y la transformación personal. También aparecen pistas que muestran que ella no está del todo conforme con su mundo, que dan paso a la segunda etapa: el momento en el que encuentra a Ged, que Rivera Donoso llama «la duermevela». En este punto, la búsqueda de identidad e individualidad de Tenar es potenciada por la aparición del mago; también corresponde a «un despertar sexual» de la protagonista, y la posibilidad de ver la otredad. En la tercera etapa, «la mujer despierta pero debilitada», Tenar puede emprender su viaje a Terramar y seguir autoconociéndose. Luego de querer asesinar a Ged, descubre que es libre y conoce su nombre, pero que aún los Sin Nombre podrían dominarla. Según Rivera Donoso: «su transformación hacia el final de la novela parece presentarse como un renacimiento, un estado primigenio que recoge tanto la liberación del espíritu como su indefensión, que precede a todo proceso de conformación de la genuina identidad».

### Ged
Ged, que en la historia usa su nombre común Gavilán, aparece en la novela hacia la mitad, cuando llega a las tumbas para robar una parte del anillo de Erreth-Akbé. Aunque en Un mago de Terramar era un adolescente, en esta obra es representado como un individuo ya maduro, que puede transformar la visión que tiene Tenar del mundo. En Las tumbas de Atuan cumple el rol del ayudante sabio para la protagonista, un tipo de compañía común en las novelas de Le Guin. Luego de que Tenar eligiera hablar con él en vez de matarlo, le cuenta cosas sobre el mundo de Terramar que ella no conoce, y de esta forma le ayuda a visualizar una salida a sus dificultades. Las cicatrices de Ged son el resultado de su encuentro con la sombra en la primera novela de la saga; ellas le hacen ver a Tenar que él se enfrentó con la muerte en formas que ella no lo hizo jamás. La académica Elizabeth Cummins menciona que si bien Ged no salva a Tenar en realidad, «funciona como una comadrona en su renacimiento». Ged es la figura del otro en esta novela; en contraste quienes habitan  las tumbas, es un varón, de piel negra, y mago. La diferencia de Ged está simbolizada por la luz en varias ocasiones, como cuando su vara le permite ver las tumbas por primera vez: Tenar queda impresionada más por su belleza que por la oscuridad. Ged también es responsable de darle a Tenar una perspectiva más amplia, y de mostrarle un mundo más compasivo y alegre que lo que ella imaginaba a partir de su experiencia.

## Temas

### Proceso de maduración
Como Un mago de Terramar, Las tumbas de Atuan es un bildungsroman, una historia del género Coming-of-age, pero esta vez relatada desde la perspectiva de un personaje femenino: Tenar. De hecho, se considera una novela de aprendizaje femenina. Aunque nominalmente posee una posición de gran autoridad, Tenar se siente atrapada por sus deberes como sacerdotisa y desea huir a un lugar donde pueda tomar sus propias decisiones. A diferencia de Ged, cuyo viaje fue una misión privada, las elecciones de Tenar tienen un impacto social directo. La maduración de Ged se muestra a través de las numerosas aventuras que vive en el primer libro de la saga; el desarrollo de Tenar se observa a través de la exploración de sus propios dominios. El laberinto en particular, con sus meandros, es una metáfora del análisis de sus pensamientos. Según esta lectura de la obra, el laberinto simboliza el encierro de las mujeres y la oscuridad, los pensamientos que Tenar no conoce, y con los que lucha a causa de la culpa que le genera haber matado a los prisioneros que enviaron para su ejecución.
Luego de este incidente, cae enferma y sufre de pesadillas, lo que sugiere que cuando se celebraron los rituales que la convirtieron en La Devorada, algo de su personalidad y su preocupación por la vida se conservaron. Cuestiona su fe (otro de los temas importantes en la novela) y comienza a desarrollar una consciencia de sí misma aparte de ella; en este proceso recibe ayuda de Ged. Ella lucha con sus pensamientos contradictorios por bastante tiempo; dejar a Ged con vida es contrario a todas sus enseñanzas y a los poderes que ella sirve, pero sacrificarlo sería contrario a su incipiente respeto por la vida. Un momento importante en este proceso es cuando Ged la llama por su verdadero nombre y le dice que tiene que decidir entre permanecer en las tumbas como Arha o ser Tenar y salir al vasto mundo de Terramar. Luego, tiene una pesadilla en la que se ahoga, un motivo que Cummins considera común en las historias de aprendizaje femeninas.
La influencia que tiene la oscuridad sobre ella no desaparece cuando huye de las tumbas, que se destruyen en un terremoto provocado por los Sin Nombre. En un momento, desea matar a Ged y lo culpa por su dolor, pero luego aprende a aceptar la culpa por sus acciones y se da cuenta de que aunque no tuvo elección en sus actos como sacerdotisa, ahora sí puede decidir apartarse de ellos; aunque «la libertad es una carga pesada». Le Guin termina la novela con la siguiente imagen tranquilizadora: «Con aire solemne, caminó de la mano de Ged por las blancas calles de Havnor, como una niña que regresa al hogar». Esto sugiere que ella pudo encontrar nuevas relaciones para su vida, y abrirse a nuevas posibilidades de crecimiento. El final de la obra muestra el triunfo que tuvo Ged en una misión que asumió como mago ya maduro y es parte de la historia que muestra el desarrollo de su personaje en la primera trilogía de la saga. Por esta razón, la novela se considera también parte del proceso de maduración de Ged.
Es significativo que Tenar adquiera el dominio del laberinto y conozca a Ged cuando comienza su adolescencia, con dos elementos que rompen el aislamiento que antes sentía en las Tumbas. Según Paula Rivera Donoso, el laberinto en particular es «una estructura física y simbólica que anula y limita la expresión de la individualidad [de la protagonista]» y simboliza la falta de libertad de su sociedad. Por otra parte, el encuentro con Ged y sus conocimientos le permiten crear una relación en la que ambos logran salir libres y los complementa.

### Fe y creencias
La noción de fe y creencias profundas tiene mucho lugar en esta novela y está relacionada con la identidad. A lo largo de la trama hay una tensión entre la fe en los Sin Nombre y su poder, y la curiosidad humana y la tendencia a hacer preguntas. La importancia de la tradición y las creencias en la cultura karga se enfatiza cuando Tenar es apartada de su familia, y elegida para ser la sacerdotisa única de las tumbas. Sin embargo, la madre de Tenar intenta sin éxito engañar a las sacerdotisas con que la niña tenía una enfermedad de la piel. Los comentaristas afirmaron que este episodio indica cómo ciertos impulsos universales pueden llevar a la resistencia ante «imperativos culturales»; esta madre está dispuesta a romper las reglas con tal de conservar a su hija. A diferencia del resto de Terramar, que utiliza la lengua antigua para su magia y sus rituales, en las tierras kargas usan su propio idioma, y los rituales son palabras vacías; por ende, en el momento en el que se describen los cantos de las sacerdotisas, Le Guin siguiere que la fe karga está llena de palabras y rituales sin significado. Las deidades kargas son reverenciadas como los Sin Nombre; por eso, la afirmación de Ged de que todas las cosas tienen nombre también contribuye a debilitar su fe.
Tenar comienza a cuestionar sus creencias cuando escucha a Kossil desafiar a los Sin Nombre y ellos no la castigan. Luego tiene una conversación con Penta, su amiga, que no cree en la divinidad del Dios-Rey. Aunque Tenar reacciona con sorpresa, el incidente le abre una nueva perspectiva. En sus propias palabras: «Era como si hubiera levantado los ojos y visto de pronto un planeta enteramente nuevo que flotaba enorme y populoso al otro lado de la ventana, un mundo absolutamente desconocido, donde no importaban los dioses». Ged actúa como catalizador para esta corriente de pensamiento, porque él es completamente ajeno a ella: es un varón, de piel oscura, y tiene una imagen del mundo muy distinta de la de Tenar. Luego de hablar con él, comenzó a preguntarse si los Sin Nombre, a pesar de su poder, se merecen su adoración, y comienza a perder su fe en ellos y en las enseñanzas recibidas. Esperaba encontrar solo maldad en el mago, según lo que había aprendido, pero en su lugar encontró luz y amor, lo que también contradijo sus creencias.

### Género y poder
La relación entre el género y el poder es un tema que recorre toda la novela. Se ha descrito el laberinto como una tumba para las vidas que pudieron haber llevado las mujeres kargas. La misma Le Guin afirmó que el tema de Las tumbas de Atuan era el sexo, una afirmación que los críticos interpretaron no como la intimidad física, sino como el deseo y el reconocimiento del potencial para la intimidad.  El rol de las mujeres sacerdotisas en las tumbas es análogo al rol de las mujeres kargas en su sociedad; si bien las primeras tienen sirvientes eunucos y guardias masculinos para protegerlas, las tumbas son una prisión y sirven para aislar a las mujeres del resto del mundo. Las sacerdotisas ya internalizaron esta situación y sus actos las refuerzan: la crueldad de Kossil es una muestra de esto. En este ambiente, el desarrollo de Tenar como persona no es resultado de sus decisiones, como en el caso de Ged en Un mago de Terramar, sino que su proceso de maduración es forzado por las circunstancias.
A pesar de que Tenar no se convierte en hechicera (como Ged) o reina (como Arren, el protagonista de La costa más lejana), Cummins opina que su proceso de crecimiento es más revolucionario que el de ambos. A diferencia del bildungsroman masculino, en el que los personajes desarrollan las características que la sociedad considera que deben poseer, el proceso de Tenar es el de un bildungsroman femenino, en el que ella debe luchar contra el Imperio kargo, tan patriarcal. Aprende a valorarse por sí misma y no por su rol como sacerdotisa. Recibe la ayuda de Ged, que la ve como una persona poderosa, y la ayuda a encontrar alternativas que ella no ve. A lo largo de la historia, toma consciencia de que su verdadero poder no está en su autoridad como sacerdotisa única y reencarnada, sino en la posibilidad de tomar la decisión de dejar el laberinto y las tumbas. Le Guin sugiere que el verdadero poder no es la autoridad y la maestría, sino la confianza y la colaboración.
En las novelas de aprendizaje femeninas, por lo general, las protagonistas pasan a tener un rol diferente del de los varones: generalmente se entregan con sumisión al matrimonio o abandonan su propia individualidad; por eso se considera que tienen un desarrollo regresivo. Las alternativas a este camino son el suicidio o la locura, con lo cual, tradicionalmente estas obras no tienen un desenlace positivo. A la vez, si se toma el modelo del monomito, los obstáculos que debe superar la mujer son distintos a los del varón. En este sentido, el recorrido de Tenar es diferente, ya que su final abre posibilidades en su vida.

## Estilo y estructura
Las novelas del ciclo de Terramar se diferencian notoriamente de las primeras obras de Le Guin, del ciclo de Hainish, que escribió en el mismo momento. El especialista en literatura fantástica George Slusser mencionó que son un contrapeso para «el excesivo pesimismo» de las novelas de Hainish. Según su visión, las primeras muestran la acción individual de manera positiva, a diferencia de otras obras, como el cuento «Más vasto que los imperios y más lento». La primera trilogía de Terramar comparte una similitud temática: cada obra es una novela de aprendizaje para un personaje diferente (la primera para Ged, la segunda para Tenar y la tercera para Arren).
Aunque la estructura de las novelas de Terramar es en muchos aspectos típica de las obras de fantasía, ha subvertido varios lugares comunes del género. Por ejemplo, los protagonistas de las historias, excepto Tenar, son todos de piel oscura, en contraste con los héroes más tradicionales de piel clara. Las tumbas de Atuan explora el desarrollo de una niña con gran detalle, una decisión inusual para una escritora de fantasía de la época en la que se escribió la obra.
La primera parte de la historia presenta una mirada antropológica de la cultura de las Tumbas, y a través de ellas, de todas las tierras kargas. El lector descubre que los nombres verdaderos de las personas no tienen un significado especial en el Imperio, mientras que, en el resto del archipiélago, otorgan gran poder sobre aquello que es nombrado. De todos modos, el momento crítico en el que Tenar recupera su verdadero nombre ha influido otras obras, como la película de Hayao Miyazaki El viaje de Chihiro (2001). Los académicos han comentado que la descripción de la cultura karga es una crítica sutil, sobre todo de los poderes de las Tumbas, que no dan nada a cambio de su adoración. En la primera parte se describe la vida que Tenar lleva en el mundo estable de las Tumbas. La llegada de Ged es un punto de quiebre, y el resto del libro explora la posibilidad del cambio, además de introducir distintas perspectivas en el mundo interno de la novela.
El académico Mike Cadden describió el estilo narrativo de Le Guin en la trilogía de Terramar como «discurso indirecto libre»; una técnica en la cual los sentimientos del protagonista no se separan de la narración, lo que hace que el narrador simpatice con los personajes y se elimine el escepticismo ante los pensamientos y emociones del personaje, lo cual sucede en una narración más directa. Cadden sugiere que este método hace que los lectores más jóvenes empaticen directamente con los personajes, y por eso es una técnica efectiva para la literatura para jóvenes adultos, mientras que los adultos suelen leer las situaciones de manera diferente. En Las tumbas de Atuan, gran parte de la historia está contada desde la perspectiva de Tenar; por ejemplo, el lector puede observar el miedo de Tenar en las catacumbas con sus propios ojos, y así sentir empatía.
Los académicos han comparado Las tumbas de Atuan con El lugar del comienzo, otra obra de fantasía de Le Guin. Ambas historias tienen una mujer protagonista, que guían a un varón torpe a través de un laberinto. También se comparó esta novela con otras obras de la autora que presentan la noción de un mundo de ensueño en el cual los protagonistas se transforman; en Las tumbas de Atuan, ese lugar es el laberinto. El viaje de Ged en la serie se ha asociado con el viaje del héroe, que incluye «un descenso a los infiernos», representado por el laberinto de las catacumbas. También existen comparaciones con el personaje de Alvin en La ciudad y las estrellas de Arthur C. Clarke.

## Publicación y recepción
Una versión más breve de Las tumbas de Atuan se publicó en la revista Worlds of Fantasy, en el número de invierno de 1970. La versión completa se publicó por la editorial Atheneum Books en 1971. Fue el segundo libro de la trilogía original de Terramar, precedido por Un mago de Terramar y seguido por La costa más lejana (1972). Las tumbas de Atuan fue traducida a más de veinte idiomas y fue reimpresa en varias ocasiones; la primera edición en español estuvo a cargo de la editorial Minotauro y se publicó en 1986. Las tres primeras novelas de Terramar recibieron elogios de la crítica como libros infantiles cuando se publicaron. Esta clasificación como libros infantiles fue revisada por varios críticos, como Barbara Bucknall, quien afirmó que las historias «no tenían edad, porque trataban sobre problemas que nos confrontan a todas las edades», y podían ser leídas tanto por niños como por adultos. Llevó varias décadas, junto con la publicación de la cuarta novela, Tehanu, para que la saga fuera considerada también para adultos. Dos libros más aparecieron en los siguientes años: Cuentos de Terramar y En el otro viento, ambos en 2001. Estas obras, junto con Tehanu, se consideran la segunda trilogía. En ocasiones, se ha considerado que Tehanu es una rescritura de Las tumbas de Atuan, porque el poder y el estatus de Tenar son inversos a los que tenía en el primer libro. En 2006, una miniserie original titulada Legends of Earthsea, basada muy vagamente en los dos primeros libros de Terramar, se transmitió por el canal Syfy; Le Guin expresó un fuerte rechazo por el resultado y dijo que habían «blanqueado Terramar».
Las tumbas de Atuan ganó la medalla Newbery en 1972, pero no recibió otros premios, hasta salir en segundo lugar en el premio Phoenix de la Asociación Internacional de Literatura Infantil veinte años después de su publicación. Cuando salió a la venta, la crítica británica Naomi Lewis lo llamó «un libro extraordinario», y el académico Andrew Wolk consideró que la serie era «una obra maestra de la fantasía». Se elogió la prosa de la novela; un libro de consulta de ciencia ficción lo consideró entre las mejores fantasías, y afirmó que la serie tenía «una narración ágil», que exploraba temas serios como la moral, el poder y la identidad. La autora de ciencia ficción Jo Walton mencionó que era una «obra bellamente escrita»; además, mencionó que «un escritor inferior» habría terminado la trama con el terremoto y el derrumbe de las tumbas, pero el último capítulo, sobre el viaje de Ged y Tenar, «hace mucho por centrar la novela», para hacerla «sólida y con una raíz firme». El especialista en ficción especulativa Mike Cadden elogió los personajes de la novela y llamó a Tenar «el mejor y más complicado [...] en la serie de Terramar, y quizás en toda la obra [de Le Guin]». Sin embargo, la académica Sandra Lindow dijo que el final y la relación de Ged y Tenar no son satisfactorios. Una reseña de 2016 de The Huffington Post elogió la temática religiosa en la novela y mencionó que «Le Guin ilustra con habilidad la forma en la que las convicciones religiosas pueden atravesar y darle sentido a una vida», mientras que Entertainment Weekly se refirió a la obra como «un clásico de la literatura que arroja misiles sutilmente, una aventura de fantasía que en realidad es una novela de terror y suspenso feminista».
La representación de las diferencias culturales entre las tierras kargas y el resto de Terramar ha sido elogiada como «sensible», a la vez que su presentación del género fue considerado «una exploración significativa de la feminidad». Sin embargo, este último tema, en las tres primeras novelas de Terramar, fue cuestionado por la crítica, que afirmó que perpetúa un modelo dominado por los hombres en el universo narrativo de Terramar. El culto enfermo de las tumbas solo sirve para reforzar la superioridad moral de la escuela de Roke, que aparece en Un mago de Terramar; dicha escuela está dirigida en su totalidad por varones. Algunas académicas feministas han criticado Las tumbas de Atuan por mostrar la «eliminación» de un culto femenino. Otros académicos contradicen esta descripción y argumentan que el culto en cuestión está representado como maligno, y no surge del libre albedrío, sino que está subordinado a la voluntad de un rey masculino. Décadas después de la publicación del segundo tomo de Terramar, Le Guin afirmó que considera que El ojo de la garza (publicada en 1978, siete años después de Las tumbas de Atuan) era su primera novela no centrada en un hombre. Los críticos han interpretado esta afirmación de tal forma que Las tumbas de Atuan es un libro que tiene por foco un varón.